# Ruzafa
Munyat al-Rusafa (Ruzafa, Arrizafa o Arruzafa) fou una residència rural fundada per Abd al-Rahman I de Còrdova (756-788) al nord-oest de la ciutat, que va ser batejada així en honor del palau d'al-Rusafa a Síria (Rusafa al-Sham) fundat perl seu avi, l'omeia (Hixam ibn Abd-al-Màlik, 724–743).
L'emir cordovès hi va residir generalment i allí va fundar el primer jardí botànic d'al-Àndalus. Els seus successors hi van residir amb força assiduïtat. Muhàmmad I (852-886) va engrandir el complex. A l'enton del palau va sorgir el barri de Rusafa o Ruzafa. A causa de la fitna (guerra civil) les fonts deixen d'esmentar Ruzafa al final del segle x. El palau fou saquejat per Muhàmmad II al-Mahdí (1010) en el segon regnat i amb el botí va pagar a les tropes.
El 1236, amb la conquesta cristiana, els terrenys foren concedits al comte d'Hornachuelos i més tard s'hi va construir un convent.
Per la Ruzafa o Rusafa de València, vegeu Russafa.